# Come Rain, Come Shine
Come Rain, Come Shine (en hangul: 사랑한다, 사랑하지 않는다; RR: Saranghanda, Saranghaji Anneunda; literalmente Te amo, no te amo) es una película surcoreana de 2011 escrita y dirigida por Lee Yoon-ki, y protagonizada por Im Soo-jung y Hyun Bin. El guion está basado en el cuento El gato sin retorno, de la escritora japonesa Inoue Areno.

## Argumento
La película narra, casi en tiempo real, las últimas horas de convivencia tras cinco años de matrimonio de dos jóvenes profesionales, un arquitecto (Hyun Bin) y una editora (Im Soo-jung). Comienza con un plano de 9 minutos en el que ambos viajan en coche hacia el aeropuerto, pues ella tiene que viajar a Japón. A lo largo de la charla, ella acaba anunciando a su marido que lo deja y que va a ir a vivir con otro hombre. Él reacciona a la noticia con enorme calma mientras se concentra en la conducción. El resto de la película se desarrolla en la casa de la pareja durante un temporal de lluvia en su último día juntos. Ella está haciendo las maletas y él la ayuda a recoger sus cosas, le prepara café, revisan algunos objetos de su pasado, van arriba y abajo cerrando ventanas por la lluvia, y recuerdan momentos de su convivencia. Mientras fuera llueve con fuerza, aparecen breves imágenes de la misma casa iluminada por el sol un día de verano. Él ha reservado en un restaurante para cenar por última vez con ella. Ella se muestra desconcertada por la serenidad con que él ha encajado la ruptura, él responde que se siente parcialmente culpable de la misma. Lo acusa también de egoísmo por actuar como «el hombre perfecto» en el trance. Su conversación es interrumpida por el maullido de un gatito en el patio. Lo traen dentro y lo secan, pero se escapa y se esconde en otro lugar de la casa. Pronto, sus vecinos vienen a buscar al gato y son invitados a entrar. Se produce una conversación tensa y los vecinos informan a la pareja que la lluvia ha cortado un puente, por lo que no es posible viajar a Seúl. Él responde a una llamada telefónica del nuevo amante de su esposa y se la pasa. Ella le dice que tendrá que posponer la salida hasta el día siguiente debido a las inundaciones. Él le pregunta: «¿Hay algo que te detenga?», pero ella no responde. Los vecinos se van sin el gatito y le dicen a la pareja que los llame cuando salga. Ahora, imposibilitados de salir a cenar fuera, preparan la cena juntos. Él comienza a llorar mientras corta cebollas, y va al baño a lavarse los ojos, de pie en silencio mientras deja correr el grifo. La película termina con el gatito saliendo de su escondite y la mujer diciéndole que todo va a estar bien.

## Reparto
- Im Soo-jung como Young-shin.[3]
- Hyun Bin como Ji-seok.[4]
- Kim Ji-soo como la vecina de al lado.[5]
- Kim Joong-ki como el vecino de al lado.
- Kim Hye-ok como la madre (su voz al teléfono).[5]
- Ha Jung-woo como el otro hombre (su voz al teléfono).[5]
- Yoo Jin-young como locutora de noticias.

## Producción
Los dos actores protagonistas renunciaron a una retribución económica por su trabajo. Im Soo-jung, aludiendo a los problemas financieros de muchas producciones surcoreanas, declaró que «estaba feliz de apoyar un movimiento para hacer mejores películas».
En la película no se utiliza música para lograr un efecto dramático; el único sonido que se oye es el de la lluvia, que se diseñó y registró de manera diferente desde el sótano hasta el tercer piso de la casa, para que se escuchara de manera diferente según el movimiento de la cámara.
Se hizo un informe de producción de la película el 20 de enero de 2011 en Megabox (Dongdaemun, Seúl), con la presencia del director y los protagonistas. El 14 de febrero se llevó a cabo un pase previo para la prensa en Wangsimni CGV (Seúl), también con el director y los dos protagonistas.

## Estreno
Come Rain, Come Shine fue invitada a la sección oficial del 61.er Festival Internacional de Cine de Berlín, donde se exhibió el 17 de febrero de 2011. Se estrenó en Corea del Sur el 3 de marzo.

## Taquilla
La película recaudó en Corea del Sur el equivalente a 431 798 dólares estadounidenses, y fue vista por 66 680 espectadores.

## Recepción crítica
Para Carlos Boyero (El País), la transmisión del drama de los protagonistas al espectador «solo le puede dejar indiferente o somnoliento».
Maggie Lee (The Hollywood Reporter) la define como «una película tan sobria y delicadamente elaborada que pasará desapercibida para la mayoría del público». Hace notar el paralelismo entre este filme y el anterior de Lee, My Dear Enemy, ambos contados casi en tiempo real y centrados en los sentimientos apenas insinuados de los personajes, con la cámara que parece andar de puntillas a su alrededor en un ambiente cerrado, caracterizado por la luz tenue y el sonido incesante de la lluvia.
Según Lee Jung-hyun (Hankyung), «esta película se vuelve valiosa solo cuando sigues las sutiles líneas emocionales de los dos personajes principales que muestran las emociones de la despedida que fluyen a lo largo de la película a través de pequeñas acciones».